# Strotarchus praedator
Strotarchus praedator is een spinnensoort uit de familie van de Cheiracanthiidae.
De wetenschappelijke naam van de soort werd in 1898 als Bedriacum praedator gepubliceerd door Octavius Pickard-Cambridge.